# Viktória Rédei-Soós
Viktória Rédei-Soós (ur. 26 lipca 1985 w Debreczynie) – węgierska piłkarka ręczna, reprezentantka kraju, grająca na pozycji prawej rozgrywającej. Obecnie występuje w Győri ETO KC. 
Brązowa medalistka mistrzostw Europy 2012.

## Sukcesy

### reprezentacyjne
- brązowy medal mistrzostw Europy  (2012)

### klubowe
- mistrzostwo Węgier  (2007)
- mistrzostwo Austrii  (2012)
- puchar Austrii  (2012)
- liga mistrzyń  (2013), (2014)